# NGC 1889
NGC 1889 је елиптична галаксија у сазвежђу Зец која се налази на NGC листи објеката дубоког неба.
Деклинација објекта је - 11° 29' 49" а ректасцензија 5h 22m 35,3s. Привидна величина (магнитуда) објекта NGC 1889 износи 13,1 а фотографска магнитуда 14,1. Налази се на удаљености од 30,7000 милиона парсека од Сунца. NGC 1889 је још познат и под ознакама MCG -2-14-14, ARP 123, PGC 17196.